# Federico della Bassa Lorena
Federico di Lussemburgo (1003 circa – Stablo, 18 maggio o 28 agosto 1065) fu Conte di Malmedy e di Stablo, dal 1035, Duca della Bassa Lorena (Lotaringia), dal 1046 e marchese di Anversa, dal 1049 alla sua morte.

## Origine
Federico, secondo la Genealogiae Comitum Flandriae, era figlio del Conte del Moselgau, Federico (erroneamente, nel testo viene citato il fratello, Gisleberto, anche lui conte nel Moselgau) e della moglie di cui non si conosce il nome, che secondo la Vita Adelheidis abbatissæ Vilicensis, era figlia di Ermetrude, discendente dai Corradinidi, conti e duchi della Franconia.
Federico di Lussemburgo era figlio di Sigfrido, primo conte di Lussemburgo: infatti, secondo gli Annales Quedlinburgenses, Federico era fratello di Cunegonda, la moglie dell'Imperatore del Sacro Romano Impero, Enrico II e Cunegonda, la moglie di Enrico II il Santo, secondo il monaco, Rodolfo il Glabro, uno dei maggiori cronisti d'età medievale, nel suo Rodulfi Glabri, Historiarum Libri Quinque, era figlia di Sigfrido) e di Edvige di Nordgau (937-992), figlia del conte Eberardo IV di Nordgau e di Luitgarda di Lotaringia, discendente in linea diretta da Carlo Magno.
Federico era nipote dell'Imperatore del Sacro Romano Impero, Enrico II e cognato di Guelfo III di Altdorf, conte in Lechrain, a sud di Augusta († 1030), marito di sua sorella, Imiza e del conte di Fiandra, conte d'Artois e Abate laico di San Bertino, Baldovino IV delle Fiandre, detto il Barbuto, marito di sua sorella, Ogiva.

## Biografia
Federico viene citato assieme ai fratelli, Adalberone III († 1072), vescovo di Metz, Enrico II († 1047), duca di Baviera, Teodorico e Giselberto (1007 † 1059), conte di Salm, al matrimonio della sorella Ogiva.
Verso il 1035, ottiene il titolo di conte di Malmedy e di Stablo; infatti, secondo il documento nº 308 del Mittelrheinisches Urkundenbuch I, nel 1036, assieme ai fratelli Teodorico e Giselberto, controfirma il testamento dello zio, Adalberone, canonico di Treviri, in cui viene citato col titolo di conte (Friderico comite eiusque fratribus, Gisilberto et Theoderico).
Secondo il Bernoldi Chronicon, alla morte del Duca delle due Lorene (Duca della Bassa Lorena (Lotaringia) e Duca dell'Alta Lorena (Lotaringia)), nel 1044, il re di Germania e futuro Imperatore del Sacro Romano Impero, Enrico III, autorizzò Goffredo il Barbuto a succedere al padre nel Ducato dell'Alta Lorena (Lotaringia), che già la governava, come Goffredo III, che si aspettava di ricevere anche il Ducato della Bassa Lorena (Lotaringia); però Enrico III riteneva che i due ducati dovessero essere governati separatamente ed approfittò dell'occasione per dividerli nuovamente; rifiutò quindi di concedere il ducato della Bassa Lorena a Goffredo, concedendolo invece al fratello, il secondogenito, Gothelo o Gozzelone II, detto il Codardo, per volontà espressa dal padre stesso, Gozzelone I che riteneva che anche il secondogenito ereditasse una parte del ducato.
Goffredo il Barbuto si ribellò, ma Enrico III mantenne la propria decisione e Goffredo passò ad una ribellione fiera, aperta ed armata, devastando le terre della Bassa Lorena, tra cui la città di Verdun e portando la guerra anche in Borgogna.
Nel 1046, dopo la morte di Gozzelone II, nel mese di maggio, Enrico III nominò duca della Bassa Lorena (il cugino) Federico, fratello del conte di Lussemburgo e duca di Baviera, Enrico II, come ci viene confermato dagli Annales Altahenses.
Federico riuscì a contrastare Goffredo il Barbuto anche con l'aiuto di suo fratello, Adalberone, che era stato nominato dall'imperatore Vescovo di Metz, riuscendo ad imporre la sua autorità sul ducato.
Federico fu fedele all'imperatore, che, nel 1049, gli concesse il marchesato di Anversa
ma dopo la morte di Enrico III, nel 1956, fu tra coloro che si ribellarono ad Agnese di Poitou, la reggente per conto del figlio di circa sei anni, il re di Germania, Enrico IV di Franconia e, nel 1057, Federico ed il fratello, Giselberto, che dal 1056 era anche conte di Giessen, secondo il Ekkehardi Chronicon Wirziburgense, si scontrarono con Agnese, ma furono sconfitti e si sottomisero alla reggente.
Nel 1059, secondo il Bernoldi Chronicon, Federico, ancora assieme al fratello, Giselberto, conte di Giessen, si ribellò all'autorità di Enrico IV di Franconia.
Egli morì nell'ambito della guerra contro l'Arcivescovo di Colonia, Annone II di Colonia. Il re di Germania, Enrico IV di Franconia, dopo la sua morte, nel 1065, lo rimpiazzò con Goffredo il Barbuto.

## Matrimoni e discendenza
Secondo la Genealogica ex Stirpe Sancti Arnulfi descendentium Mettensis, Federico in prime nozze sposò Gerberga (Gerbergam, Friderici ducis uxorem) ( † circa 1049), figlia del Conte di Boulogne, Eustachio I e di Matilde, figlia del conte di Lovanio, Lamberto I. Da Gerberga federico ebbe uno (o due) figli:
- Giuditta[19], che sposò il conte di Limburgo e Conte di Arlon, Valerano I[20]
- Udo[3], citato da alcune fonti e che, secondo le Europäische Stammtafeln[21], vol I, 2229 (non consultate), aveva sposato Giuditta (Jutta) di Salm, figlia di Giselberto, conte di Salm e conte di Lussemburgo ed era padre del conte di Limburgo, Conte di Arlon e Duca della Bassa Lorena (Lotaringia), Enrico I[22].

Secondo il Chronicon Sancti Huberti Andaginensis, Federico si era sposato in seconde nozze (1055) con Ida di Sassonia (Ida quae prius fuerat uxor ducis Frederici)( † 1102), che ancora secondo la Genealogica ex Stirpe Sancti Arnulfi descendentium Mettensis, era la figlia di Bernardo II di Sassonia, e della moglie, Eilika von Schweinfurt. Dopo la morte di Federico Ida si sposò, in seconde nozze con Alberto III di Namur. Da Ida, Federico non ebbe discendenza.

## Ascendenza
|                             |                 |                         | Genitori                |  |  | Nonni |  |  | Bisnonni           |  |  | Trisnonni |  |
|                             |                 |                         |                         |  |  |       |  |  | Vigerico di Bidgau |  |  | …         |  |
|                             |                 |                         |                         |  |  |       |  |  | Vigerico di Bidgau |  |  | …         |  |
|                             |                 | …                       |                         |  |  |       |  |  | Vigerico di Bidgau |  |  |           |  |
| Sigfrido di Lussemburgo     |                 |                         |                         |  |  |       |  |  | Vigerico di Bidgau |  |  |           |  |
|                             |                 | Cunegonda               | Ermentrude              |  |  |       |  |  |                    |  |  |           |  |
|                             |                 | Cunegonda               | Ermentrude              |  |  |       |  |  |                    |  |  |           |  |
|                             |                 | Cunegonda               | …                       |  |  |       |  |  |                    |  |  |           |  |
| Federico di Lussemburgo     |                 | Cunegonda               |                         |  |  |       |  |  |                    |  |  |           |  |
|                             |                 | Eberardo IV di Nordgau  | …                       |  |  |       |  |  |                    |  |  |           |  |
|                             |                 | Eberardo IV di Nordgau  | …                       |  |  |       |  |  |                    |  |  |           |  |
|                             |                 | Eberardo IV di Nordgau  | …                       |  |  |       |  |  |                    |  |  |           |  |
| Edvige di Nordgau           |                 | Eberardo IV di Nordgau  |                         |  |  |       |  |  |                    |  |  |           |  |
|                             |                 | Luitgarda di Lotaringia | …                       |  |  |       |  |  |                    |  |  |           |  |
|                             |                 | Luitgarda di Lotaringia | …                       |  |  |       |  |  |                    |  |  |           |  |
|                             |                 | Luitgarda di Lotaringia | …                       |  |  |       |  |  |                    |  |  |           |  |
| Federico della Bassa Lorena |                 | Luitgarda di Lotaringia |                         |  |  |       |  |  |                    |  |  |           |  |
|                             | Odo di Wetterau | Gebeardo di Lotaringia  |                         |  |  |       |  |  |                    |  |  |           |  |
|                             | Odo di Wetterau | Gebeardo di Lotaringia  |                         |  |  |       |  |  |                    |  |  |           |  |
|                             | Odo di Wetterau | …                       |                         |  |  |       |  |  |                    |  |  |           |  |
| Eriberto di Wetterau        | Odo di Wetterau |                         |                         |  |  |       |  |  |                    |  |  |           |  |
|                             |                 | Cunigonda di Vermandois | Erberto I di Vermandois |  |  |       |  |  |                    |  |  |           |  |
|                             |                 | Cunigonda di Vermandois | Erberto I di Vermandois |  |  |       |  |  |                    |  |  |           |  |
|                             |                 | Cunigonda di Vermandois | Liutgarda               |  |  |       |  |  |                    |  |  |           |  |
| Ermetrude di Wetterau       |                 | Cunigonda di Vermandois |                         |  |  |       |  |  |                    |  |  |           |  |
|                             |                 | …                       | …                       |  |  |       |  |  |                    |  |  |           |  |
|                             |                 | …                       | …                       |  |  |       |  |  |                    |  |  |           |  |
|                             |                 | …                       | …                       |  |  |       |  |  |                    |  |  |           |  |
| …                           |                 | …                       |                         |  |  |       |  |  |                    |  |  |           |  |
|                             |                 | …                       | …                       |  |  |       |  |  |                    |  |  |           |  |
|                             |                 | …                       | …                       |  |  |       |  |  |                    |  |  |           |  |
|                             |                 | …                       | …                       |  |  |       |  |  |                    |  |  |           |  |
|                             |                 | …                       |                         |  |  |       |  |  |                    |  |  |           |  |

### Fonti primarie
- (LA)  Monumenta Germaniae Historica, Scriptores, tomus V.
- (LA)  Monumenta Germaniae Historica, Scriptores, tomus VI.
- (LA)  Monumenta Germaniae Historica, Scriptores, tomus VIII.
- (LA)  Monumenta Germaniae Historica, Scriptores, tomus IX.
- (LA)  Monumenta Germaniae Historica, Scriptores, tomus XV.2.
- (LA)  Monumenta Germaniae Historica, tomus VII.
- (LA)  Monumenta Germaniae Historica, tomus III.
- (LA)  Monumenta Germaniae Historica, Scriptores, tomus XXV.
- (LA)  Monumenta Germaniae Historica, Scriptores, tomus XXIII.
- (LA)  Monumenta Germaniae Historica, Scriptores, tomus XX.
- (LA)  Mittelrheinisches Urkundenbuch I[collegamento interrotto].

### Letteratura storiografica
- Caroline M. Ryley, L'imperatore Enrico III, in «Storia del mondo medievale», vol. IV, 1999, pp. 193–236